# Élections législatives de 1967 dans le Haut-Rhin
Les élections législatives françaises de 1967 se déroulent les 5 et 12 mars 1967. Dans le département du Haut-Rhin, cinq députés sont à élire dans le cadre de cinq circonscriptions.

## Élus
| Circonscription | Député sortant     | Parti | Parti   | Député élu ou réélu | Parti | Parti |
| --------------- | ------------------ | ----- | ------- | ------------------- | ----- | ----- |
| 1re             | Edmond Borocco     |       | UNR-UDT | Edmond Borocco      |       | UD-Ve |
| 2e              | Georges Bourgeois  |       | UNR-UDT | Georges Bourgeois   |       | UD-Ve |
| 3e              | Joseph Perrin      |       | UNR-UDT | Alphonse Jenn       |       | UD-Ve |
| 4e              | Raymond Zimmermann |       | UNR-UDT | Raymond Zimmermann  |       | UD-Ve |
| 5e              | Charles Kroepflé   |       | UNR-UDT | Raymond Scholer     |       | UD-Ve |

## Résultats

### Résultats à l'échelle du département
| Parti          | Parti                                           | Premier tour | Premier tour | Second tour | Second tour | Sièges |
| Parti          | Parti                                           | Voix         | %            | Voix        | %           | Sièges |
| -------------- | ----------------------------------------------- | ------------ | ------------ | ----------- | ----------- | ------ |
|                | Union des démocrates pour la Ve République      | 129 727      | 49,04        | 89 078      | 56,97       | 5      |
|                | Modérés                                         | 1 969        | 0,74         |             |             | 0      |
|                | Union des républicains de progrès               | 131 696      | 49,78        | 89 078      | 56,97       | 5      |
|                |                                                 |              |              |             |             |        |
|                | Section française de l'Internationale ouvrière  | 29 763       | 11,25        | 26 150      | 16,72       | 0      |
|                | Fédération de la gauche démocrate et socialiste | 4 762        | 1,80         |             |             | 0      |
|                | Fédération de la gauche démocrate et socialiste | 34 525       | 13,05        | 26 150      | 16,72       | 0      |
|                |                                                 |              |              |             |             |        |
|                | Progrès et démocratie moderne                   | 75 085       | 28,38        | 41 136      | 26,31       | 0      |
|                | Parti communiste français                       | 23 253       | 8,79         |             |             | 0      |
|                |                                                 |              |              |             |             |        |
| Inscrits       | Inscrits                                        | 335 169      | 100,00       | 211 406     | 100,00      | 5      |
| Abstentions    | Abstentions                                     | 59 902       | 17,87        | 47 158      | 22,31       |        |
| Votants        | Votants                                         | 275 267      | 82,13        | 164 248     | 77,69       |        |
| Blancs et nuls | Blancs et nuls                                  | 10 708       | 3,89         | 7 884       | 4,8         |        |
| Exprimés       | Exprimés                                        | 264 559      | 96,11        | 156 364     | 95,2        |        |

### Résultats par circonscription

#### Première circonscription (Colmar)
|                | Edmond Borocco sortant réélu | UD-Ve          | 28 521 | 53,1   |  |  |  |
|                | Edmond Gerrer                | CD (PDM)       | 16 535 | 30,79  |  |  |  |
|                | Fernand Wagner               | FGDS           | 4 762  | 8,87   |  |  |  |
|                | Romain Lieby                 | PCF            | 3 889  | 7,24   |  |  |  |
|                |                              |                |        |        |  |  |  |
| Inscrits       | Inscrits                     | Inscrits       | 67 176 | 100,00 |  |  |  |
| Abstentions    | Abstentions                  | Abstentions    | 10 863 | 16,17  |  |  |  |
| Votants        | Votants                      | Votants        | 56 313 | 83,83  |  |  |  |
| Blancs et nuls | Blancs et nuls               | Blancs et nuls | 2 606  | 4,63   |  |  |  |
| Exprimés       | Exprimés                     | Exprimés       | 53 707 | 95,37  |  |  |  |

#### Deuxième circonscription (Guebwiller)
|                | Georges Bourgeois sortant réélu | UD-Ve          | 26 139 | 57,06  |  |  |  |
|                | Henri Goetschy                  | CD (PDM)       | 10 958 | 23,92  |  |  |  |
|                | Aimé Muré                       | PCF            | 4 566  | 9,97   |  |  |  |
|                | Georges Scheurer                | FGDS (SFIO)    | 4 147  | 9,05   |  |  |  |
|                |                                 |                |        |        |  |  |  |
| Inscrits       | Inscrits                        | Inscrits       | 56 582 | 100,00 |  |  |  |
| Abstentions    | Abstentions                     | Abstentions    | 8 775  | 15,51  |  |  |  |
| Votants        | Votants                         | Votants        | 47 807 | 84,49  |  |  |  |
| Blancs et nuls | Blancs et nuls                  | Blancs et nuls | 1 997  | 4,18   |  |  |  |
| Exprimés       | Exprimés                        | Exprimés       | 45 810 | 95,82  |  |  |  |

#### Troisième circonscription (Thann - Altkirch)
| Candidat       | Candidat          | Parti          | Premier tour | Premier tour | Second tour | Second tour |  |
| Candidat       | Candidat          | Parti          | Voix         | %            | Voix        | %           |  |
| -------------- | ----------------- | -------------- | ------------ | ------------ | ----------- | ----------- |  |
|                | Alphonse Jenn élu | UD-Ve          | 27 730       | 48,51        | 31 013      | 57,77       |  |
|                | Louis Uhlrich     | CD (PDM)       | 22 014       | 38,51        | 22 669      | 42,23       |  |
|                | Albert Lantz      | PCF            | 4 422        | 7,74         |             |             |  |
|                | Antoine Koch      | FGDS (SFIO)    | 2 995        | 5,24         |             |             |  |
|                |                   |                |              |              |             |             |  |
| Inscrits       | Inscrits          | Inscrits       | 69 375       | 100,00       | 69 372      | 100,00      |  |
| Abstentions    | Abstentions       | Abstentions    | 9 949        | 14,34        | 12 826      | 18,49       |  |
| Votants        | Votants           | Votants        | 59 426       | 85,66        | 56 546      | 81,51       |  |
| Blancs et nuls | Blancs et nuls    | Blancs et nuls | 2 265        | 3,81         | 2 864       | 5,06        |  |
| Exprimés       | Exprimés          | Exprimés       | 57 161       | 96,19        | 53 682      | 94,94       |  |

#### Quatrième circonscription (Mulhouse)
| Candidat       | Candidat                         | Parti          | Premier tour | Premier tour | Second tour | Second tour |  |
| Candidat       | Candidat                         | Parti          | Voix         | %            | Voix        | %           |  |
| -------------- | -------------------------------- | -------------- | ------------ | ------------ | ----------- | ----------- |  |
|                | Raymond Zimmermann sortant réélu | UD-Ve          | 23 833       | 41,59        | 30 121      | 53,53       |  |
|                | Émile Muller                     | FGDS (SFIO)    | 18 124       | 31,63        | 26 150      | 46,47       |  |
|                | André Erbland                    | CD (PDM)       | 8 712        | 15,2         | Retrait     | Retrait     |  |
|                | Jean-Paul Steiblé                | PCF            | 4 664        | 8,14         |             |             |  |
|                | Lothaire Muller                  | Modérés        | 1 969        | 3,44         |             |             |  |
|                |                                  |                |              |              |             |             |  |
| Inscrits       | Inscrits                         | Inscrits       | 76 495       | 100,00       | 76 495      | 100,00      |  |
| Abstentions    | Abstentions                      | Abstentions    | 17 425       | 22,78        | 18 389      | 24,04       |  |
| Votants        | Votants                          | Votants        | 59 070       | 77,22        | 58 106      | 75,96       |  |
| Blancs et nuls | Blancs et nuls                   | Blancs et nuls | 1 768        | 2,99         | 1 835       | 3,16        |  |
| Exprimés       | Exprimés                         | Exprimés       | 57 302       | 97,01        | 56 271      | 96,84       |  |

#### Cinquième circonscription (Wittenheim)
| Candidat       | Candidat            | Parti          | Premier tour | Premier tour | Second tour | Second tour |  |
| Candidat       | Candidat            | Parti          | Voix         | %            | Voix        | %           |  |
| -------------- | ------------------- | -------------- | ------------ | ------------ | ----------- | ----------- |  |
|                | Raymond Scholer élu | UD-Ve          | 23 504       | 46,47        | 27 944      | 60,21       |  |
|                | Henri Ulrich        | CD (PDM)       | 16 866       | 33,35        | 18 467      | 39,79       |  |
|                | Eugène Haffner      | PCF            | 5 712        | 11,29        |             |             |  |
|                | Roger Grunenwald    | FGDS (SFIO)    | 4 497        | 8,89         |             |             |  |
|                |                     |                |              |              |             |             |  |
| Inscrits       | Inscrits            | Inscrits       | 65 541       | 100,00       | 65 539      | 100,00      |  |
| Abstentions    | Abstentions         | Abstentions    | 12 890       | 19,67        | 15 943      | 24,33       |  |
| Votants        | Votants             | Votants        | 52 651       | 80,33        | 49 596      | 75,67       |  |
| Blancs et nuls | Blancs et nuls      | Blancs et nuls | 2 072        | 3,94         | 3 185       | 6,42        |  |
| Exprimés       | Exprimés            | Exprimés       | 50 579       | 96,06        | 46 411      | 93,58       |  |